# Адиктивна поведінка
Адикти́вна поведі́нка — вид девіантної (деструктивної) поведінки, що виникає в результаті нестримного бажання переживати надмірні емоції за допомогою штучної зміни свого психічного стану (наприклад, зловживання: різними речовинами, що змінюють психічний стан людини, включаючно з алкоголем і тютюном), до того моменту, коли фіксується факт психічної і фізичної залежності.[джерело?] 
У класифікацію нехімічних адикцій увійшла також Інтернет-залежність. Комп'ютерна залежність розглядається як альтернативна форма адаптації деяких підлітків до життєвих умов, як засіб їх самореалізації та емоційно-психічної регуляції (див. віртуальна реальність).

## Риси
М. Гріффітс пропонує операційні критерії, які в сумі визначають залежність:
- пріоритетність (salience) — улюблена діяльність набуває першочергового значення і переважає в думках, почуттях і вчинках (поведінці);
- зміна настрою (mood modification) — супроводжує заглиблення в діяльність (прикладами можуть служити стан емоційного підйому або, навпаки, набуття спокою при переході до улюбленого заняття);
- толерантність (tolerance) — кількісне збільшення параметрів діяльності для досягнення звичного ефекту;
- симптоми відміни (withdrawal symptoms) — виникнення неприємних відчуттів або фізіологічних реакцій при втраті або раптовому скороченню можливостей займатися улюбленою діяльністю;
- конфлікт (conflict) — виникнення протистояння в різних формах і видах: конфлікти інтрапсихічні, міжособистісні (з оточуючими людьми), з іншими видами діяльності (робота, соціальне життя, хобі та інтереси);
- рецидив (relapse) — повернення до улюбленої раніше діяльності, іноді після багаторічного абстинентного періоду.

## Генеза
На процес утворення поведінкових порушень, в тому числі адиктивних розладів, може впливати досить велике коло культурних, економічних, соціальних, медичних, педагогічних чинників.

### Статті
- БЕРЕГОВА, Н., & КОЛБА, В. (2023). ПСИХОЛОГІЧНІ ОСОБЛИВОСТІ ФОРМУВАННЯ АДИКТИВНОЇ ПОВЕДІНКИ У СУЧАСНОЇ МОЛОДІ. Psychology Travelogs, (2), 15–22. https://doi.org/10.31891/PT-2023-2-4
- Романенко О. В. (2021) Концептуальні засади психокорекції адиктивної поведінки неповнолітніх. // Ûridična psihologìâ. 2021. № 2 (29)/ С.7-13. doi: https://doi.org/10.33270/03212902.7
- Яніна Мацегора, Олександр Колесніченко (2021) СУЧАСНІ ДОСЛІДЖЕННЯ ФАКТОРІВ АДИКТИВНОЇ ПОВЕДІНКИ У ВІЙСЬКОВОСЛУЖБОВЦІВ: ЗАКОРДОННИЙ ДОСВІД. Честь і Закон. Том 1 № 76 (2021). https://doi.org/10.33405/2078-7480/2021/1/76/229732